# Nahshon Garrett
Nahshon Aaron Garrett (Chico, 21 de agosto de 1993) es un deportista estadounidense que compite en lucha libre. En los Juegos Panamericanos de 2023 obtuvo una medalla de plata en la categoría de 65 kg.

## Palmarés internacional
| Juegos Panamericanos | Juegos Panamericanos | Juegos Panamericanos | Juegos Panamericanos |
| Año                  | Lugar                | Medalla              | Categoría            |
| -------------------- | -------------------- | -------------------- | -------------------- |
| 2023                 | Santiago (Chile)     | Medalla de plata     | 65 kg                |